# Indie (musik)
 For alternative betydninger, se Indie. (Se også artikler, som begynder med Indie)
Indie er en forkortelse af det engelske ord independent, som betyder uafhængig.
Oprindeligt var indie en betegnelse for musik fra kunstnere, som var hos uafhængige pladeselskaber, eller ikke på nogen pladeselskaber i det hele taget. Et uafhængigt pladeselskab (indie record label) er et selskab, som ikke hører til et stort selskab (f.eks. er Virgin Records et stort selskab, mens Domino er uafhængigt).
Musikalsk kan det være svært at definere generelle træk for genren indie, idet udtrykket bruges i flæng. Også de store kommercielle pladeselskaber beskriver undertiden deres kunstnere som "indie", muligvis fordi det udtrykker integritet qua den tidligere betydning.